# Wenzeslaus von Thun und Hohenstein

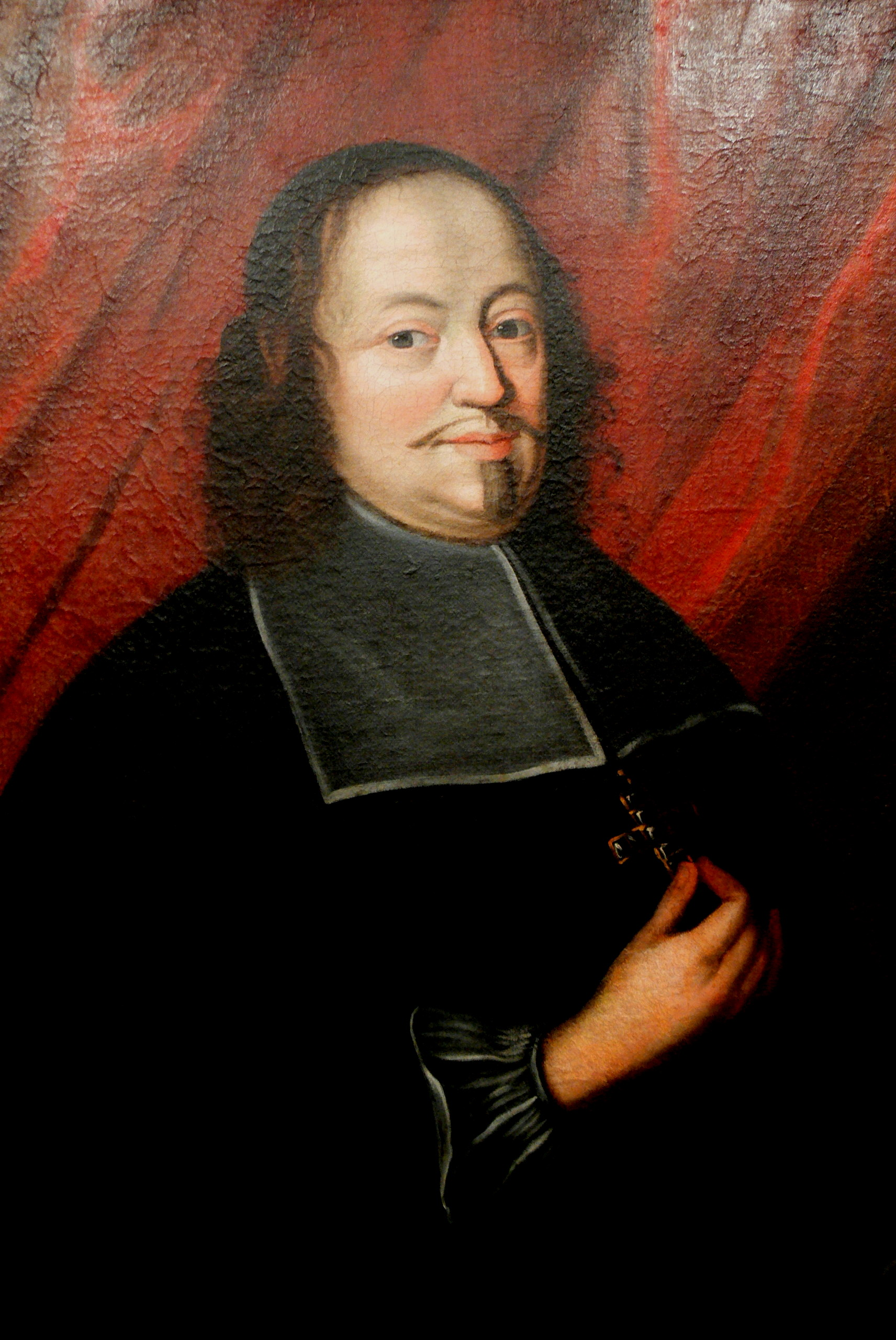
Wenzeslaus von Thun und Hohenstein

Wenzeslaus Graf von Thun und Hohenstein (* 13. August 1629 in Tetschen; † 6. Januar 1673 in Passau) war von 1664 bis 1673 Bischof von Passau sowie von 1665 bis 1673 Bischof von Gurk.

## Biografie
Wenzel der Sohn des Johann Sigismund Graf von Thun und dessen zweiter Frau Anna Margareta von Wolkenstein. Er war der Halbbruder der beiden Salzburger Fürsterzbischöfe Guidobald und Johann Ernst Graf von Thun.
Seine Priesterweihe erhielt Wenzeslaus von Thun und Hohenstein im Jahre 1655.
Während des Stadtbrandes von 1662 war Wenzeslaus von Thun Passauer Dompropst und trat – nachdem der Dom St. Stephan zum Teil durch die Flammen zerstört worden war – dafür ein, einen modernen, den heutigen barocken Dom bauen zu lassen. Dazu holte er sich aus Prag den italienischen Baumeister Carlo Lurago, der damit beauftragt wurde, mit Hilfe der Überreste des gotischen Doms einen barocken Dom zu errichten.

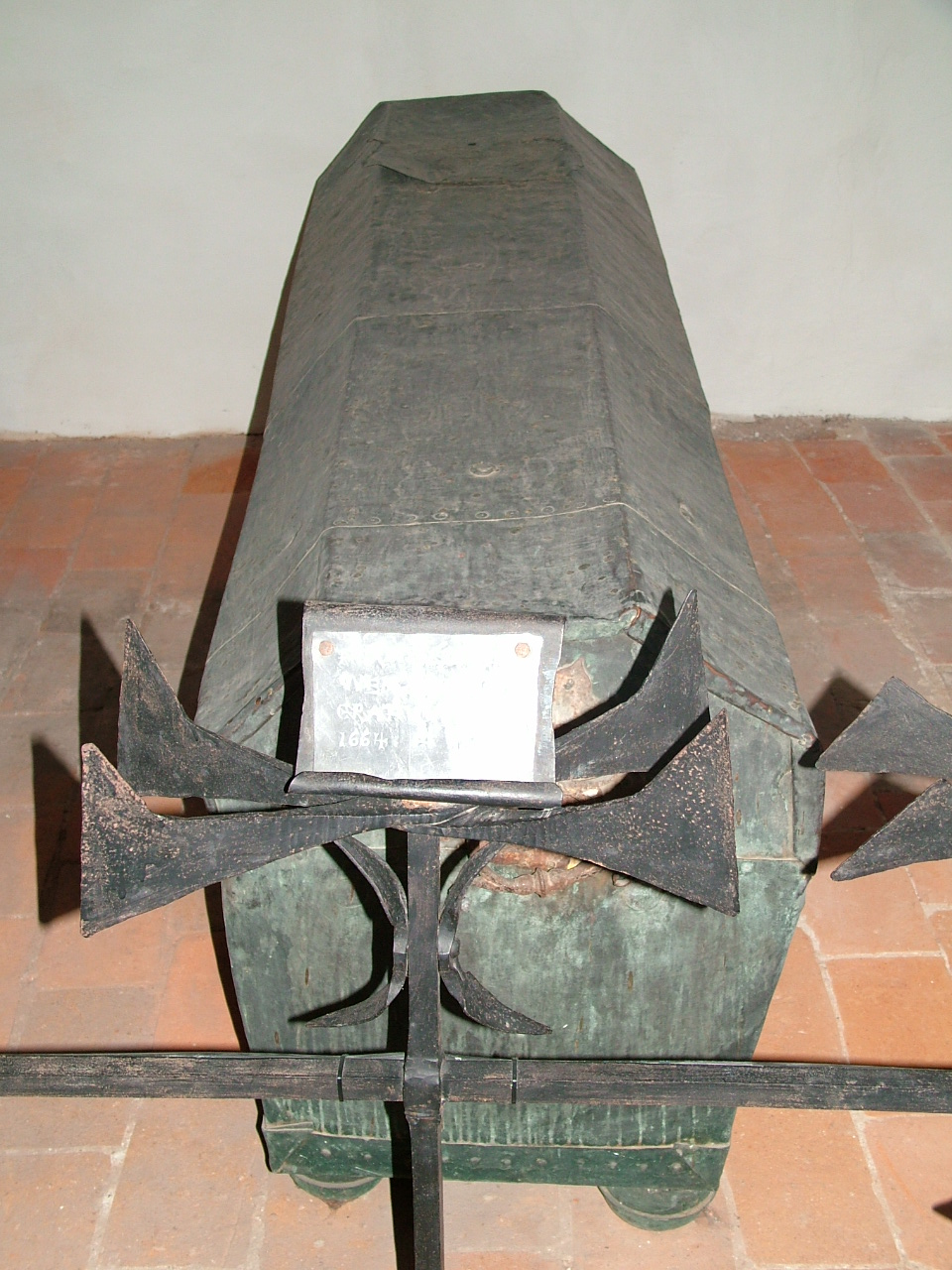
Grabstätte von Fürstbischof W. von Thun in Passau

Bereits zwei Jahre nach dem Stadtbrand wurde der erst 35-jährige Wenzeslaus – der bis dato Kanoniker in Salzburg und Kapitular in Passau war – am 27. März 1664 zum Nachfolger von Karl Joseph von Österreich und damit zum neuen Fürstbischof gewählt. Am 20. April folgte die Bischofsweihe.
Am 10. August 1665 wurde er zusätzlich zum Bischof von Gurk gewählt.
Seine Regentschaft als Passauer Fürstbischof stellte er ganz unter das Zeichen des Wiederaufbaus des Doms und der Beseitigung der Schäden aus dem Dreißigjährigen Krieg. Außerdem entfachte zwischen ihm und den Passauer Jesuiten ein schwerer Streit, der für die Jesuiten letztendlich sogar den Entzug der Priesterausbildung mit sich brachte.
Wenzeslaus von Thun wurde als erster Bischof in der neu errichteten Bischofsgruft unter dem Passauer Stephansdom bestattet. Sein Denkmal befindet sich links neben dem Hochaltar.